# Saint-André-de-Lancize
Saint-André-de-Lancize là một xã ở tỉnh Lozère trong vùng Occitanie, phía nam nước Pháp.